# 스크미트지엘라속
스크미트지엘라속(Schmitziella)은 진정홍조강 돌가사리목에 속하는 다세포 홍조류 속의 하나이다. 스크미트지엘라과(Schmitziellaceae)의 유일속이며 2종으로 이루어져 있다.

## 하위 종
- Schmitziella cladophorae
- Schmitziella endophloea